# Lockheed Model 9 Orion
Die Lockheed Model 9 Orion war ein US-amerikanisches Passagierflugzeug der 1930er Jahre.

## Entwicklung
Die Lockheed Orion war der letzte Ganzholz-Eindecker der Firma Lockheed. In die Konstruktion flossen viele Elemente aus vorangegangenen Lockheed-Baureihen ein: der Rumpf der Vega, die Verkleidung der Air Express, die Tragflächen der Explorer und das einziehbare Fahrwerk der Altair. Die Orion besaß eine geschlossene Kabine mit Platz für sechs Passagiere. Die erste Orion, getestet von Marshall Headle, erhielt ihre Musterzulassung am 6. Mai 1931. Es wurden verschiedene Versionen: 9, 9A, 9B, 9C, 9D, 9E, 9F und 9F1.
Lockheed baute von 1931 bis 1935 insgesamt 35 Maschinen, von denen heute lediglich eine erhalten ist. Ursprünglich als Altair gebaut, wurde diese Maschine später zur einzigen Orion mit Metallrumpf umgebaut. Das Flugzeug wurde von James H. Doolittle für den Energiekonzern Shell unter dem Spitznamen Shelllightning geflogen. Nach vielen Jahren in Betrieb wurde das recht mitgenommene Flugzeug 1976 vom Verkehrshaus der Schweiz erworben und vom Fokker-Team, einem Freiwilligenteam pensionierter technischer Mitarbeiter der Swissair, gänzlich demontiert und neu aufgebaut. Der Sternmotor gelangte sogar betriebstüchtig wieder an die Flugzeugzelle und nach Beendigung der Arbeiten rollte das Flugzeug aus eigener Kraft auf dem Vorfeld der Werft Zürich. Die Orion ist seither in den Farben der Swissair im Verkehrshaus zu sehen.

## Technische Daten
| Kenngröße             | Daten                                         |
| --------------------- | --------------------------------------------- |
| Besatzung             | 1                                             |
| Passagiere            | 6                                             |
| Länge                 | 8,55 m                                        |
| Spannweite            | 13,04 m                                       |
| Höhe                  | 2,90 m                                        |
| Leermasse             | 1650 kg                                       |
| Startmasse            | 2450 kg                                       |
| Reisegeschwindigkeit  | 290 km/h                                      |
| Höchstgeschwindigkeit | 360 km/h                                      |
| Dienstgipfelhöhe      | 5100 m                                        |
| Reichweite            | 950 km                                        |
| Triebwerke            | ein Wright Cyclone 1820-E mit 575 PS (423 kW) |

## Galerie

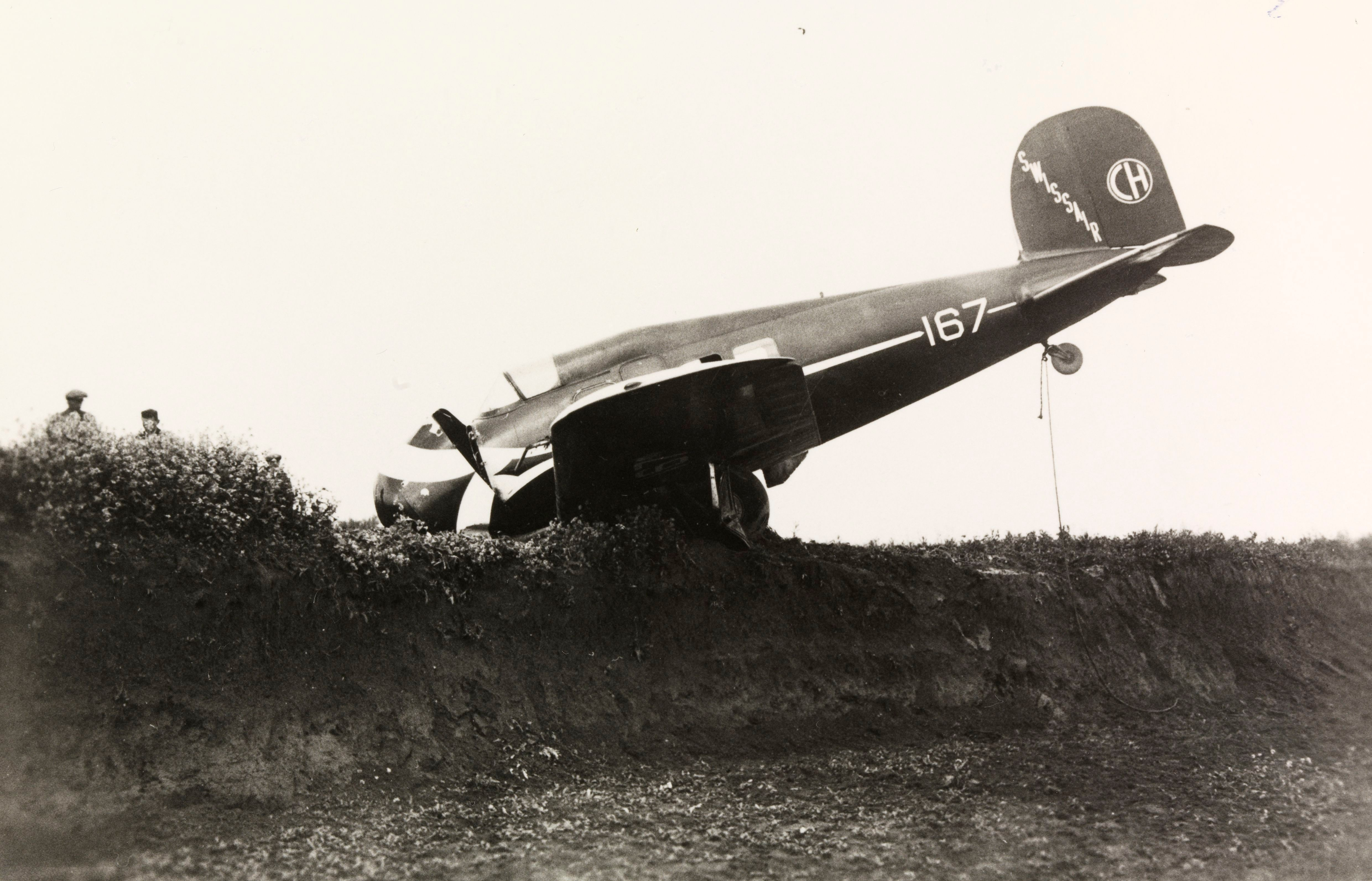
Kopfstand der originalen Swissair Orion
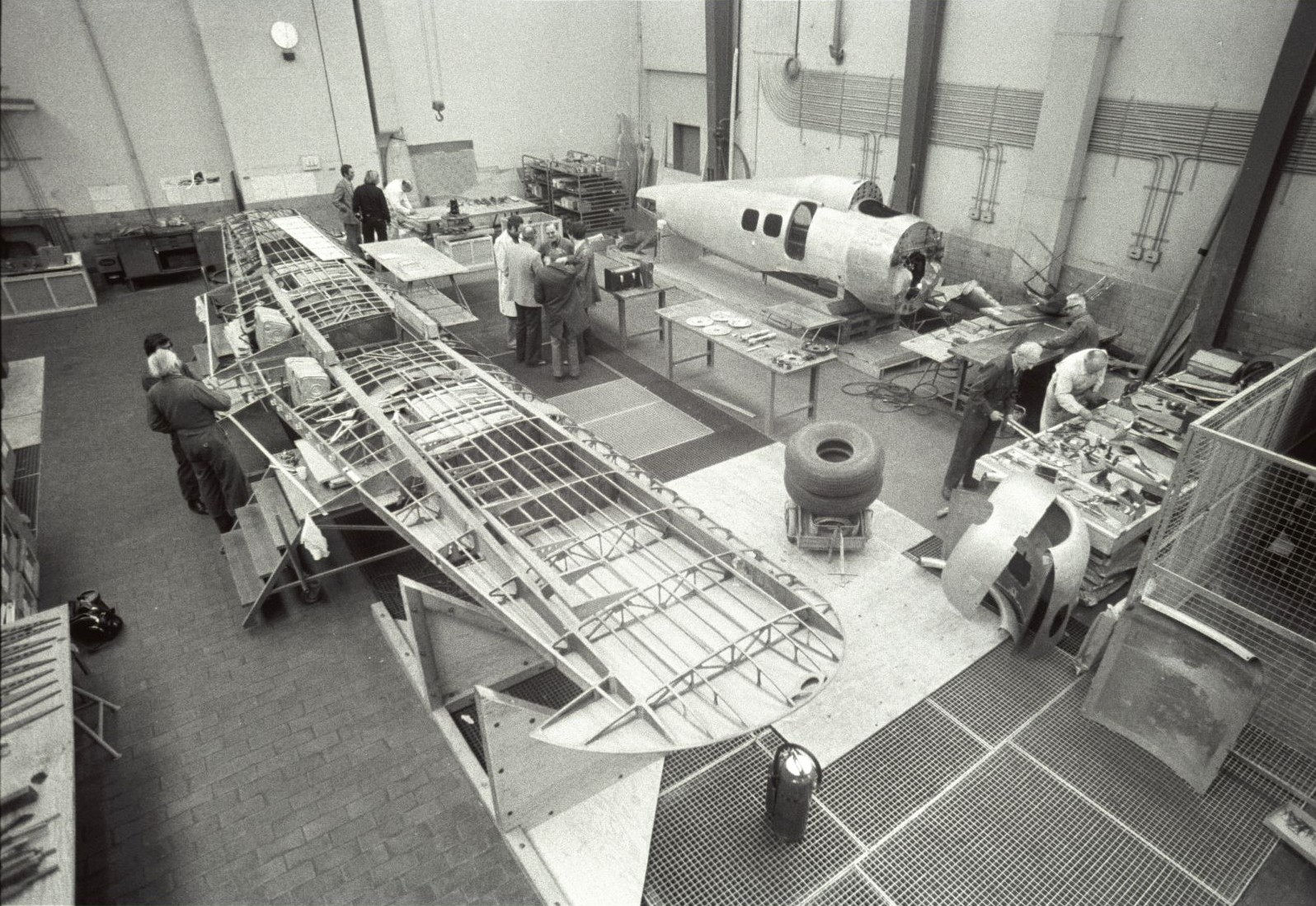
Wiederaufbau durch das Fokker-Team
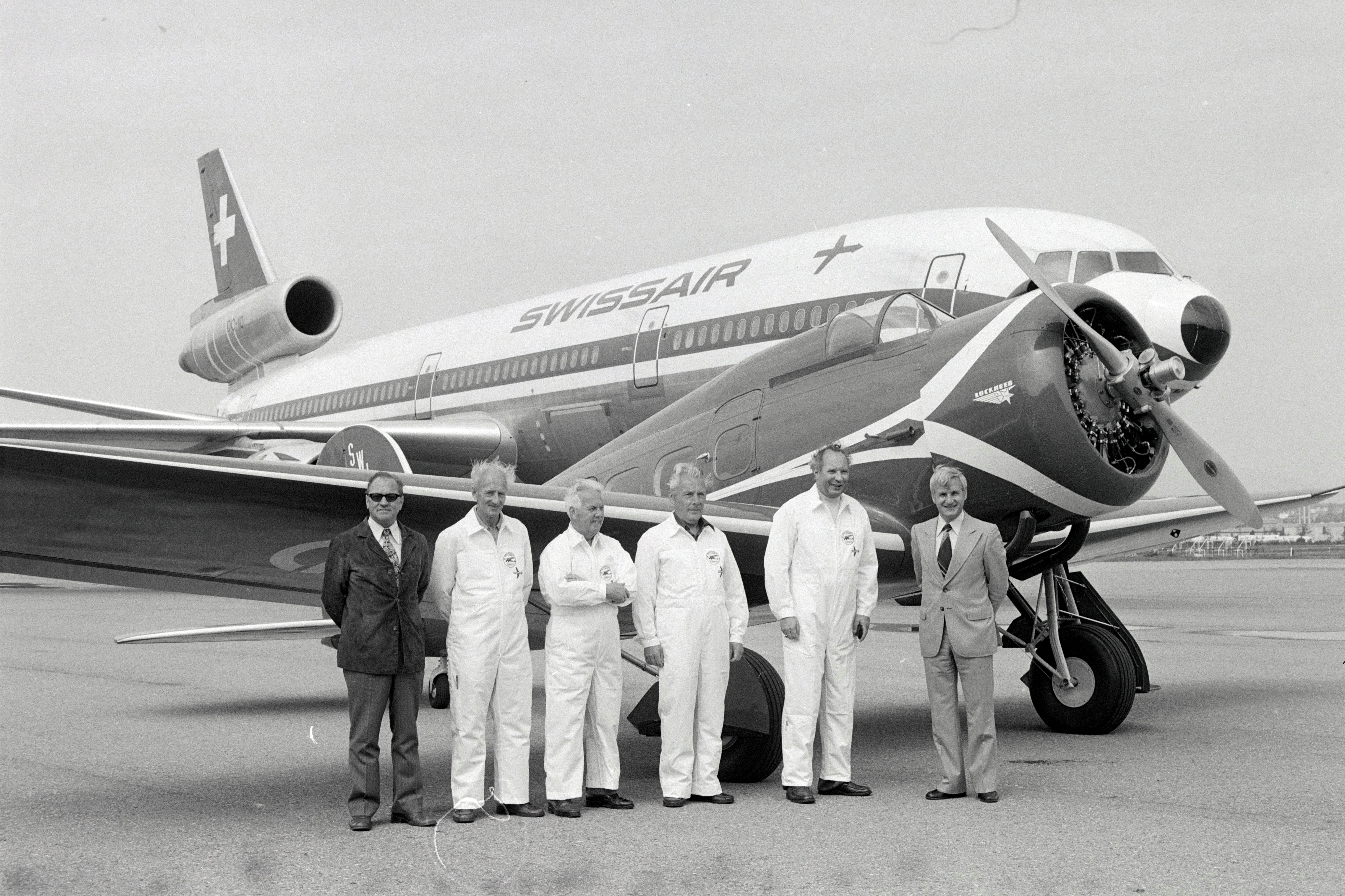
Das Team, das das einzige verbliebene Flugzeug restaurierte
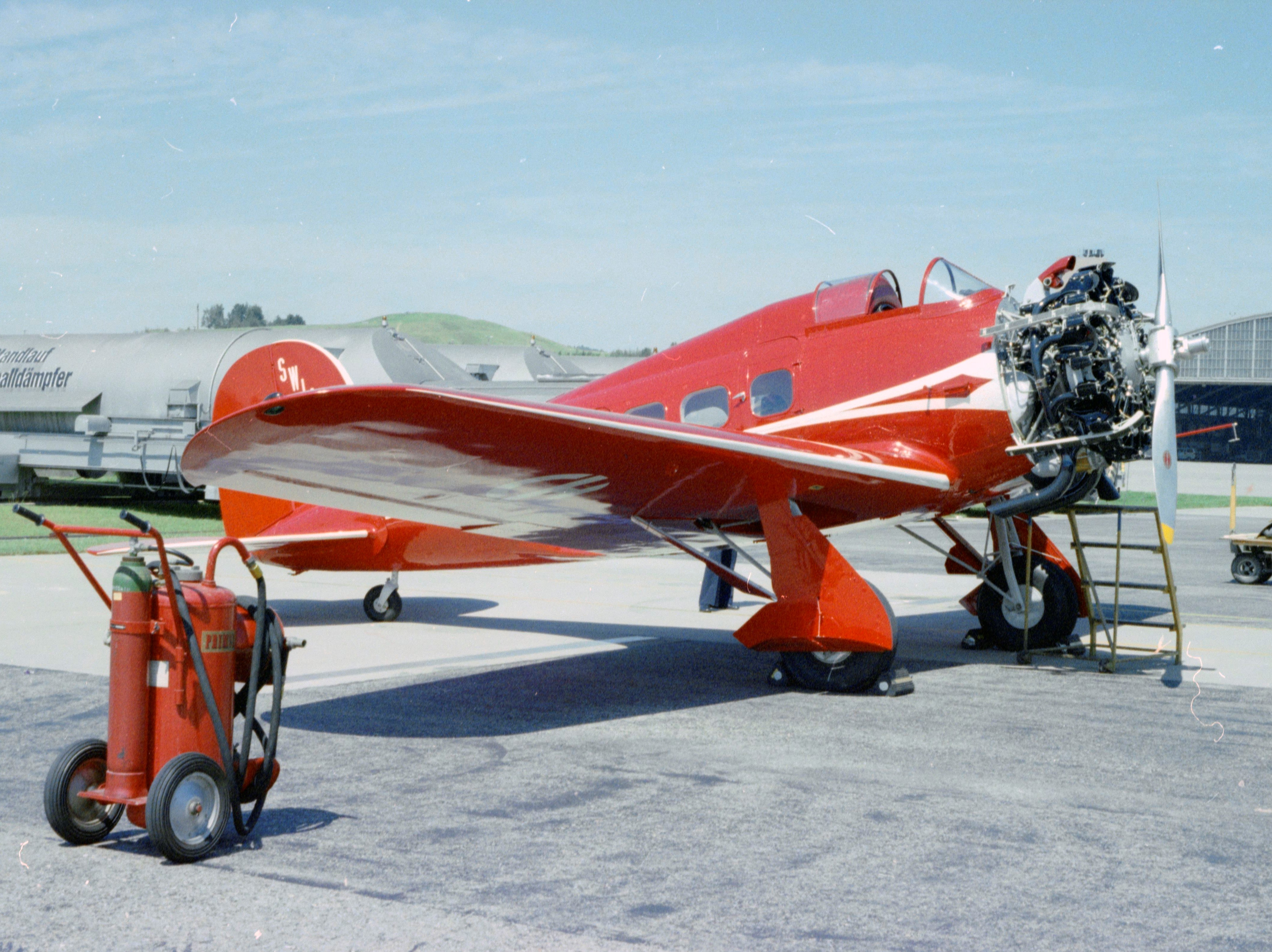
Vor einem Motorprüflauf nach dem Wiederaufbau
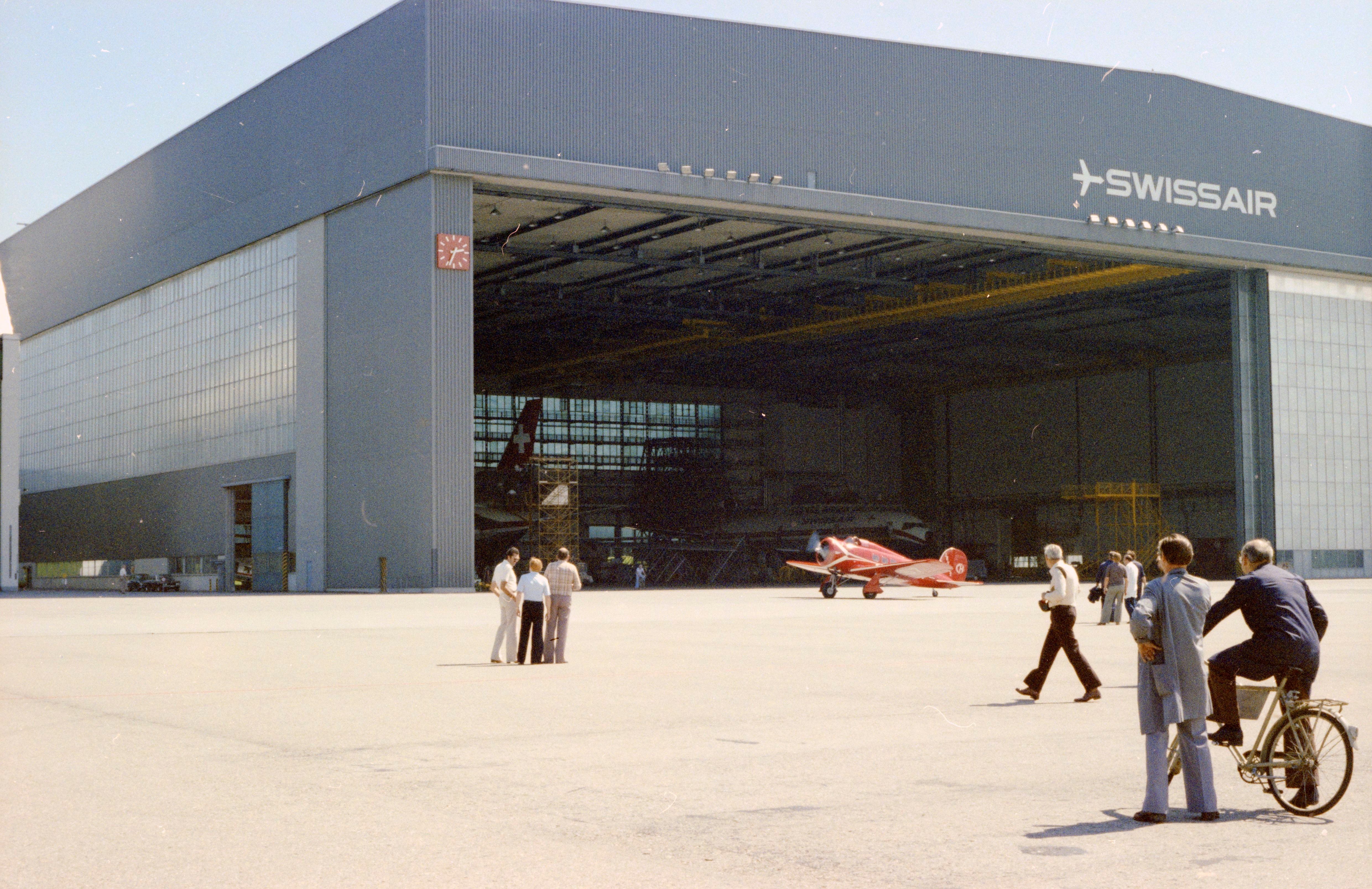
Testlauf der fertig restaurierten Maschine